# Microrégion de Santa Maria Madalena
La microrégion de Santa Maria Madalena est une des microrégions de l'État de Rio de Janeiro appartenant à la mésorégion du Centre Fluminense. Elle couvre une aire de 1 802 km2 pour une population de 28 650 habitants (IBGE 2005) et est divisée en trois municipalités.

## Microrégions limitrophes
- Campos dos Goytacazes
- Cantagalo-Cordeiro
- Macaé
- Nova Friburgo
- Santo Antônio de Pádua

## Municipalités[1]
- Santa Maria Madalena
- São Sebastião do Alto
- Trajano de Morais